# 아틀라스 로켓
아틀라스 로켓은 SM-65 아틀라스를 시초로 하는 미국의 미사일 및 우주 발사체 계열이다. 아틀라스 대륙간 탄도 미사일 프로그램은 1950년대 후반 제너럴 다이내믹스의 컨베어 사업부에서 시작되었다. 아틀라스는 3개의 엔진으로 구성된 특이한 "1.5단계" 또는 "평행 단계" 설계로 액체 산소와 RP-1 등유 연료를 연소하는 액체 로켓이었다. 두 개의 외장 부스터 엔진은 상승하는 동안 지지 구조물과 함께 버려졌지만, 중앙 엔진, 연료 탱크 및 기타 구조적 요소는 연료가 고갈되어 엔진이 꺼질 때까지 연결된 상태로 유지되었다.
아틀라스라는 명칭은 원래 컨베어에서 MX-1593 프로젝트를 진행하던 카렐 보사트와 그의 설계팀이 지어준 이름이다. 그리스 신화에 등장하는 강력한 티탄의 이름을 붙인 것은 미사일이 당시에는 가장 크고 강력한 존재였음을 반영한 것이다. 또한 컨베어의 모회사의 명칭이 아틀라스였다는 점도 반영되었다.
아틀라스 미사일은 ICBM으로서는 단기적으로만 운용되었고, 군에서 운용하던 마지막 아틀라스 로켓은 1965년 작전 상태에서 해제되었다. 그러나 1962년부터 1963년까지 아틀라스 로켓이 최초의 미국 우주인 4명을 지구 궤도로 발사했다(이전 두 차례의 레드스톤 준궤도 발사와는 대조적이다). 아틀라스-아제나와 아틀라스-센타우르 위성 발사체도 아틀라스 원형의 파생형이다. 아틀라스-센타우르는 아틀라스 II로 발전하였고, 1991년부터 2004년까지 아틀라스 II의 다양한 개량형이 63번 발사되었다. 발전형인 아틀라스 III는 단 6번만 발사되었으며, 모두 2000년과 2005년 사이에 이루어졌다. 아틀라스 V는 현재도 운용 중이며, 2020년대 중반까지도 발사 계획이 존재한다.
플로리다 주 케이프커내버럴 우주군 기지에서는 300회 이상의 아틀라스 발사가 진행되었고, 캘리포니아주 반덴버그 우주군 기지에서는 285회의 발사가 이루어졌다.

## 아틀라스 ICBM 원형의 파생형
아틀라스(센타우르, 아제나 개량형 모두)는 수성, 금성, 화성을 탐사한 매리너 계획 우주 탐사선(1962~1973)의 일회용 발사 시스템으로 사용되었으며, 머큐리 계획(1962~1963)의 발사체로도 활용되었다. 

### SM-65 아틀라스 미사일
SM-65 아틀라스 미사일 최초의 성공적 시험 발사는 1957년 12월 17일에 이루어졌다. 그 후 약 350개의 아틀라스 미사일이 제작되었다.
아틀라스 로켓은 "풍선" 탱크를 사용했다는 점에서 특이했다. 아틀라스 로켓은 매우 얇은 스테인리스 강철로 만들어져서 자체 지지력이 거의 혹은 전혀 없었다. 따라서 연료가 비워진 상태의 아틀라스 로켓은 자체 지지력이 전무하기에 탱크에 질소 가스를 넣어 가압 상태("풍선 상태")를 유지하지 않았다면 자체 무게로 인해 붕괴했을 것이다. 우주 비행에 필요한 강성은 탱크 내부의 압력이 제공했다. 무게를 줄이기 위해 페인트칠을 하지 않았고, 녹이 슬지 않도록 특별히 고안된 오일을 발라야 했다. 이것이 WD-40의 본래 개발 목적이었다.
SM-65 아틀라스는 반세기 동안 위성 발사체의 1단계 모듈로 사용되었다. 많은 미사일들이 퇴역 이후 궤도 발사체로 개조되었다. 아틀라스 E/F "우주 부스터"로 개조된 미사일들은 초기 "블록 I" GPS 위성을 발사하는 데 사용되었다.

### SM-65B 아틀라스 SCORE 발사

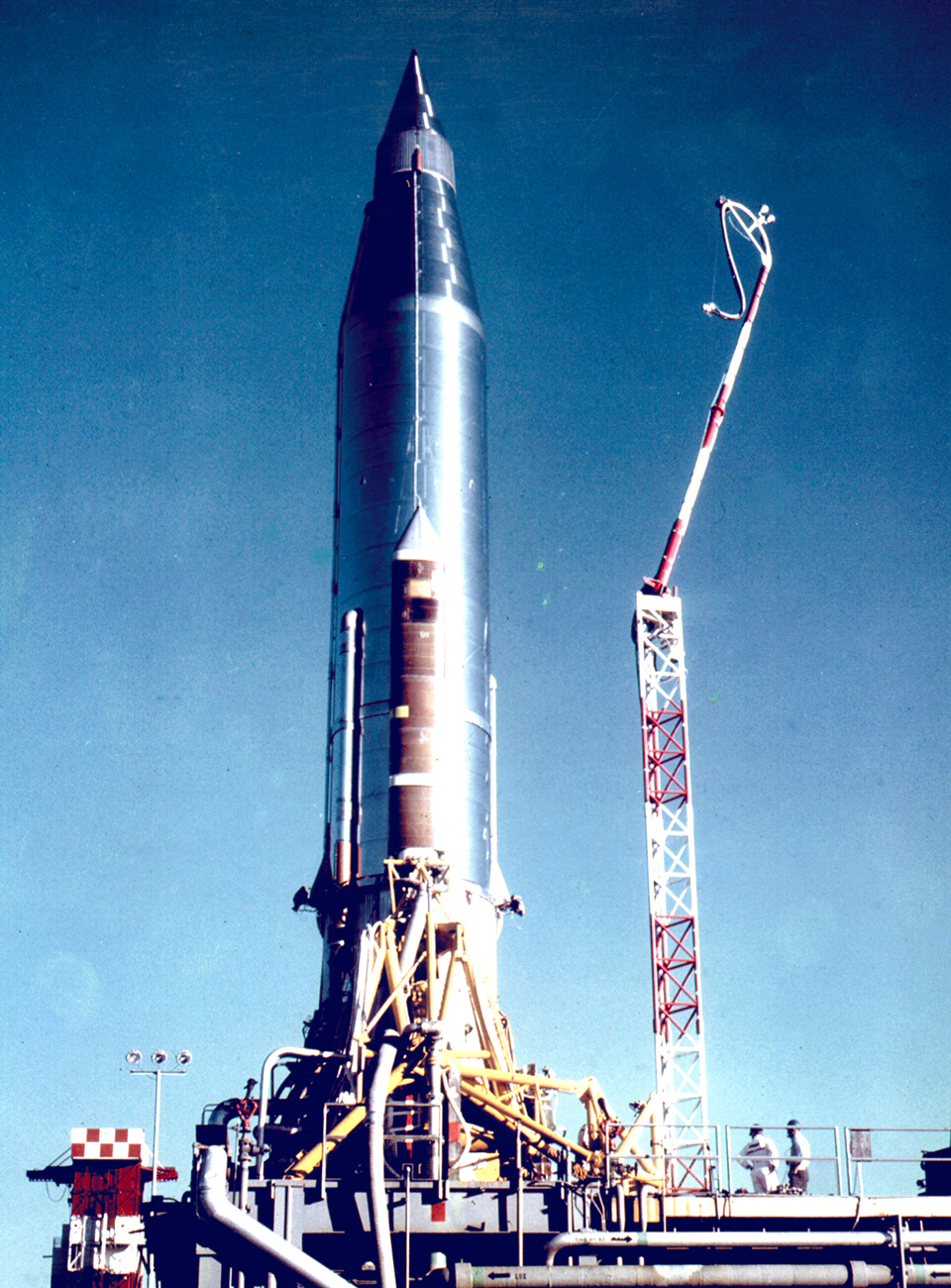
1958년 LC-11에서 SCORE 탑재체를 탑재한 아틀라스-B

초기 아틀라스 로켓은 민간 용도로 특수 제작된 개량형도 존재한다. 1958년 12월 18일, 아틀라스 로켓은 SCORE (Signal Communication by Orbiting Relay Equipment) 위성을 발사하는 데 사용되었다. SCORE는 "통신 위성의  프로토타입이자 위성의 실용적 응용을 위한 최초의 시도"이었다. 통신 위성 탑재체는 상부 모듈 없이 아틀라스 일련 번호 10B에 탑재되어 지구 저궤도로 발사되었다. 아틀라스 10B/SCORE은 8,750 파운드 (3,970 kg)로 당시 궤도에 있던 가장 무거운 인공 물체였으며, 최초의 음성 중계 위성이었고, 크고 거울처럼 광택이 나는 스테인리스 강철 탱크 덕분에 맨눈으로 쉽게 볼 수 있었던 최초의 인공 우주 물체였다. 이는 아틀라스 로켓이 그 후로 수십년 동안 반하게 될 위성 발사체로서의 역할을 한 최초의 발사였다.

### 아틀라스-D 기반 발사체
아틀라스 D 미사일에서 파생된 SLV-3은 RM-81 아제나와 센타우르 상부 모듈과 함께 궤도 발사에 사용되었다. 개량형인 아틀라스 LV-3B는 머큐리 계획의 궤도 도달 수단으로 사용되어 4대의 유인 우주선을 지구 저궤도로 발사했다. 아틀라스 D 로켓 발사는 케이프커내버럴 공군기지의 11, 12, 13, 14 발사 단지와 반덴버그 공군기지 576 발사 단지에서 진행되었다. 
FIRE 계획에서는 2개의 준궤도 1.5단계 로켓이 탐사 로켓으로 사용되었다.
1979년쯤에는 아틀라스 로켓 개량형 중 아틀라스 센타우르와 일부 개조된 ICBM을 제외하면 운용이 중단되었다. 1980년대에 우주 왕복선의 등장으로 인해 아틀라스 로켓의 발사 횟수는 감소했지만 풍선 탱크와 분리 가능한 부스터가 있는 마지막 "클래식" 아틀라스가 공군을 위한 통신 위성을 발사한 2004년까지 아틀라스 로켓의 발사는 계속되었다.

#### 머큐리 계획

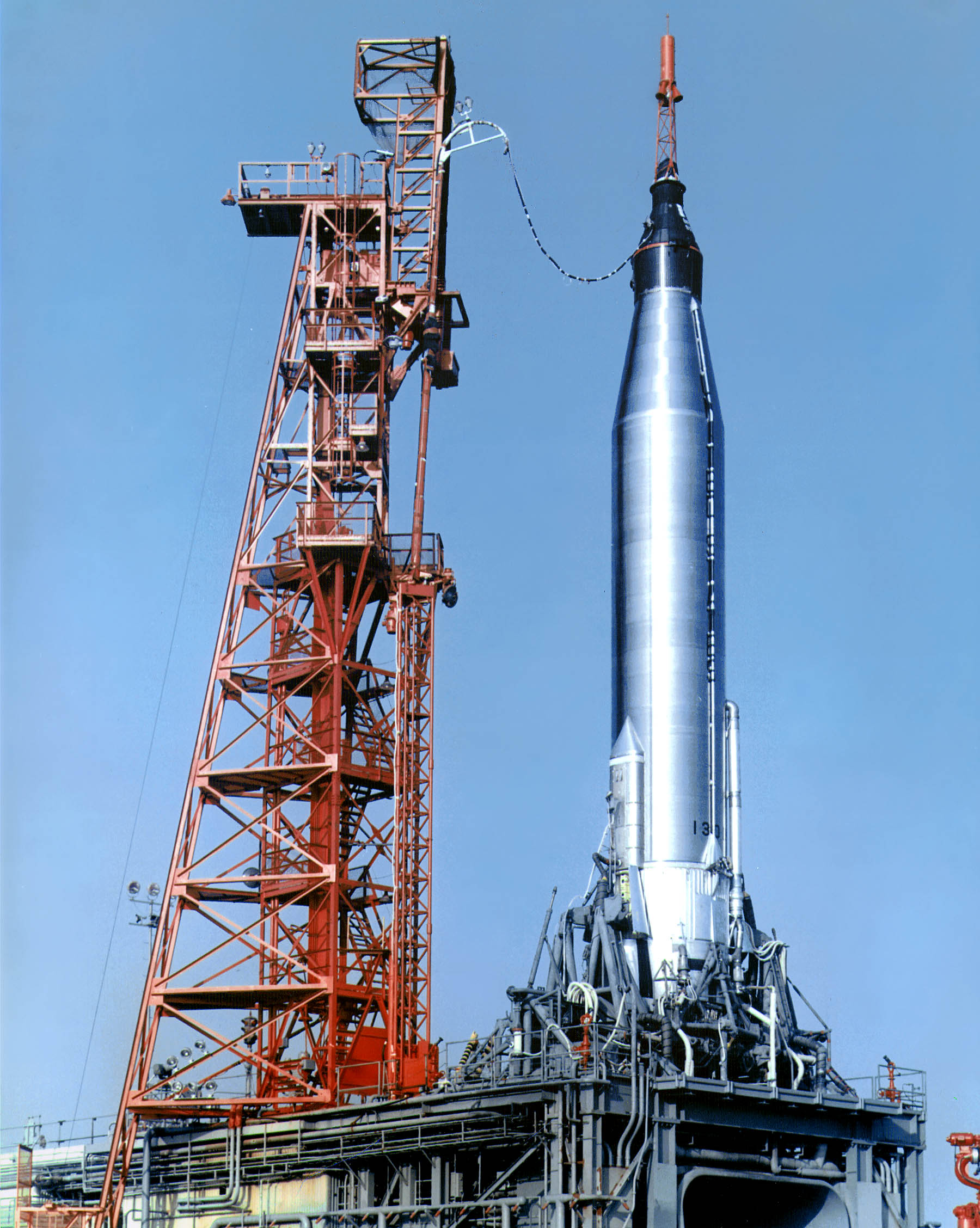
14번 발사대의 머큐리-아틀라스 9호

아틀라스 로켓은 미국 최초의 유인 우주 프로그램인 머큐리 임무 후반부 4회의 유인 우주 임무에도 사용되었다. 1962년 2월 20일, 프렌드십 7호가 발사되어 지구 궤도를 3바퀴 돌았고, 이 우주선에는 미국 최초의 우주인인 존 글렌이 탑승했다. 동일한 종류의 아틀라스 로켓이 1962년부터 1963년까지 3차례에 걸쳐 머큐리 계획의 유인 궤도 임무를 성공적으로 발사했다.
아틀라스는 머큐리-아틀라스 임무에 사용되면서 지금은 아틀라스 로켓의 상징인 충실한 "일꾼"이라는 명성을 쌓기 시작했으며, 이 임무의 결과로 존 H. 글렌 주니어 중령이 1962년에 지구 궤도를 돈 최초의 미국인이 되었다. 아틀라스는 또한 1960년대 중반에 제미니 계획에 사용된 아제나 표적기를 발사하는 데에도 사용되었다.

#### 아틀라스-아제나
1960년대부터 접촉점화성 추진제를 사용하는 아제나 상부 모듈이 아틀라스 발사체에서 광범위하게 사용되었다. 미국 공군, NRO 및 CIA는 이를 사용하여 SIGINT 위성을 발사했다. NASA는 아틀라스-아제나 로켓을 레인저 계획에서 사용하여 역사상 최초로 달 표면의 근접 촬영 사진을 얻었고, 지구를 제외한 행성을 근접 통과한 최초의 우주선인 매리너 2호의 발사에서도 해당 로켓을 사용했다. 제미니 계획 이후 우주 랑데부 연습을 목적으로 한 임무에 사용된 아제나 표적기 또한 모두 아틀라스 로켓에 실려 발사되었다.

#### 아틀라스-센타우르
아틀라스-센타우르는 SM-65D 아틀라스 미사일에서 파생된 소모성 우주발사체이었다.  아틀라스-센타우르의 발사는 플로리다 케이프 커내버럴 공군 기지의 36 발사 단지의 두 개 발사대에서 진행되었다. 아틀라스의 엔진은 업그레이드되었고, 대형 상부 모듈의 구조가 강화되었으며, 긴 연료 탱크도 추가되었다.
1962년 5월, 아틀라스-센타우르의 첫 번째 발사 시도는 실패했으며, 로켓은 이륙 후 폭발했다. 이 장면은 고드프리 레지오가 감독한 1982년 예술 영화 코야니스카시의 마지막 두 번째 장면에서 보여졌다.
1963년부터 액체수소를 연료로 사용하는 센타우르 상부 모듈도 수십 차례의 아틀라스 발사에 사용되었다. NASA는 서베이어 계획의 달 착륙선과 화성으로 간 매리너 계획의 탐사선 대부분을 아틀라스-센타우르 로켓으로 발사했다.

### 아틀라스 E/F
ICBM으로서 퇴역 이후 아틀라스-E는 아틀라스-F와 함께 우주발사체로 개조되었다.
마지막 아틀라스 E/F 개량 로켓 발사는 1995년 3월 24일에 이루어졌으며, 해당 로켓은 아틀라스-E를 개조한 것이었다. 아틀라스-F를 개량한 마지막 우주 로켓의 발사는 1981년 6월 23일에 진행되었다.
아틀라스 E/F는 1978년부터 1985년까지 블록 I 시리즈 GPS 위성을 발사하는 데 사용되었다. 최후의 아틀라스-E 개조 로켓은 1995년 반덴버그 공군기지에서 발사되었으며 방위 기상 위성 프로그램의 위성을 운반했다.

## RD-180 시대

### 아틀라스 III
아틀라스 III의 1단계 모듈은 3개의 엔진과 1.5단계 대신 러시아에서 제작한 에네르고마쉬 RD-180 엔진 1개를 사용하면서 본래의 풍선 탱크 구조도 그대로 유지했다. 아틀라스 III는 단일 또는 이중 RL10 엔진을 사용할 수 있는 센타우르 모듈을 계속 사용했다.

### 아틀라스 V
현역으로 운용 중인 아틀라스 V는 미국 공군의 EELV (Evolved Expendable Launch Vehicle) 프로그램의 일환으로 록히드 마틴이 개발했다. 아틀라스 V는 2002년 8월 21일에 최초로 발사되었다. 2006년에는 록히드 마틴과 보잉의 합작법인인 유나이티드 론치 얼라이언스(ULA)로 운영이 이전되었다. 록히드 마틴은 2021년 9월까지 고객에게 아틀라스 V 판매를 계속했으며, 그 해 나머지 29개의 발사 계약을 이행한 후 로켓이 퇴역할 것이라고 발표했다. 아틀라스 V는 앨라배마주 디케이터에서 제작되었으며, 케이프 커내버럴 우주군 기지의 41 발사단지와 반덴버그 우주군 기지의 3-E 발사단지에서 발사되고 있다.
아틀라스 V의 1단계 모듈은 범용핵심부스터(Common Core Booster)라고 불리는데, 아틀라스 III에서 도입된 에네르고마쉬 RD-180을 계속 사용하지만 풍선 탱크를 단단한 프레임으로 대체했다. 단단한 동체는 무겁지만, 다루고 운반하기가 더 쉽고, 지속적인 내부 압력이 필요 없다. 최대 5개의 에어로젯 로켓다인 묶음 고체 로켓 부스터를 사용하여 1단계 추력을 증강할 수 있다. 상부 모듈은 단일 또는 듀얼 에어로젯 로켓다인 RL10 엔진으로 구동되는 센타우르를 계속 사용했다.

### RD-180 단계적 대체
2014년 미국 의회는 아틀라스 V의 1단계 모듈에 사용되는 러시아산 RD-180 엔진의 구매 및 사용을 제한하는 법안을 통과시켰다. 2014년 6월에는 미국 정부는 자국의 여러 로켓 엔진 제작 업체에 신형 엔진 개발을 의뢰했다.
2014년 9월, ULA는 새로 개발한 벌컨 로켓에 장착된 RD-180을 대체할 BE-4 LOX / 메탄 엔진을 개발하기 위해 블루 오리진과 협력 계약을 체결했다고 발표했다. 신형 모듈과 엔진은 2024년에 최초로 발사되었다.
2014년 12월, 미국 의회는 러시아산 엔진을 사용하는 로켓에 대한 추가 군사 발사 계약을 체결하는 것을 방지하는 법안을 승인했다. 다만 이 법안은 ULA가 당시 이미 주문을 한 29대의 RD-180 엔진을 사용할 수 있도록 허용했다. ULA는 2021년 9월 남은 발사 계약을 이행한 후 아틀라스 V는 퇴역될 것이고 나머지 로켓의 제작을 위해 주한 RD-180이 모두 인도되었다고 발표했다.

### 과거에 제안되었던 발사체 계획
록히드 마틴과 보잉이 ULA를 설립한 이후 10년 동안, 2015년 4월 벌컨 발사체가 발표되기 전까지 수많은 미래 발사체 설계 및 개념이 제안되었다. 이들은 제안에만 그쳐 본격적인 개발에 필요한 자금은 지원받지 못했다. 그러한 설계로만 존재하는 로켓 중에는 아틀라스 V 헤비와 아틀라스 페이즈 2가 있었다.

#### 아틀라스 V 헤비
아틀라스 V 헤비는 ULA가 제안한 25 tonne (55,000 lb)의 탑재물을 지구저궤도에 올려 놓을 수 있도록 하기 위해 3개의 범용 핵심 부스터 (CCB) 모듈을 함께 묶은 로켓 설계이다. ULA는 아틀라스 HLV에 필요한 하드웨어의 약 95%가 아틀라스 V 단일 코어 로켓에 이미 존재한다고 밝혔다.
국방부 장관실을 위해 RAND사가 작성한 2006년 보고서에는 록히드 마틴이 아틀라스 V 헤비(HLV)를 개발하지 않기로 결정했다고 명시되어 있다. 보고서에서는 공군과 국가 정찰국에 "아틀라스 V 헤비 개발을 포함한 EELV 고중량 발사체의 개발 필요성을 검토"하고 "RD-180 문제를 해결"하도록 권고했다. 보고서에 언급된 해결 방법에는 엔의 면허 생산, 재고 비축 또는 RD-180을 대체할 미국산 신형 엔진의 개발이 포함된다. [ 업데이트 필요 ]
아틀라스V HLV의 탑재량은 델타 IV 헤비와 거의 동일했다. 후자는 프랫 & 휘트니 로켓다인이 국내에서 개발 및 생산한 RS-68 엔진을 활용한다.

#### 아틀라스 V 페이즈 2
2006년 12월 이후 보잉과 록히드 마틴의 우주 개발 부서가 유나이티드 론치 얼라이언스로 합병되면서 아틀라스 V 프로그램은 델타 IV에 사용된 직경 5.4 m (18 ft)의 모듈에 대한 생산 및 개량 권한을 얻었다. 해당 모듈은 RD-180 엔진 두 개를 장착할 수 있었을 것으로 추측된다다.  해당 모듈을 사용한 로켓의 설계는 2009년 오거스틴 보고서 에서 "아틀라스 페이즈 2" 또는 "PH2"로 명명되었다. 우주왕복선 기술을 다수 사용한 아레스 V 및 아레스 V 라이트와 함께 아틀라스 V PH2-헤비(병렬로 연결된 5m 모듈 3개, RD-180 6개)는 오거스틴 보고서에서 미래 우주 임무에서 고중량 탑재물 운반에 사용할 수 있는 발사체로 제시되었다. 아틀라스 PH2 HLV 로켓 계획은 설계상 약 70 tonne (150,000 lb)의 탑재물을 28.5도의 궤도 경사로 발사하는 것이 가능했다. 이 설계는 본격적인 개발로 이어지지 않았고, 결과적으로 실제로 제작되지 않았다.